# Надбитов, Пётр Тимофеевич
Пётр Тимофеевич Надби́тов (1 ноября 1938 года, Кевюды, Ики-Бурульский район, Калмыцкая АССР, РСФСР) — Герой Калмыкии, заслуженный деятель искусств РСФСР (1987), заслуженный артист Калмыцкой АССР (1962), заслуженный деятель искусств Чечено-Ингушской АССР, лауреат Государственной премии Калмыцкой АССР имени О. И. Городовикова, Лауреат приза журнала "БАЛЕТ" в номинации "Рыцарь народного танца", первый калмыцкий балетмейстер, создатель и художественный руководитель Государственного театра танца Калмыкии «Ойраты».

## Биография
Пётр Надбитов родился 1 ноября 1938 года в населённом пункте Кевюды, Калмыцкая АССР. В 1943 году он вместе со семьёй был выслан в Сибирь, где окончил среднюю школу. В 1960 году поступил в Государственное академическое училище имени А. Вагановой, которое окончил в 1963 году, после чего был призван в ряды Советской армии. Срочную службу проходил в Государственном ансамбле песни и пляски Приволжского военного округа. После работал танцором в Государственном ансамбле песни и пляски «Тюльпан». В 1973 году Пётр Надбитов поступил на хореографическое отделение Московского государственного института культуры, который окончил в 1977 году. Был назначен главным балетмейстером ансамбля «Тюльпан». В 1979 году за свою первую поставленную программу получил Государственную премию Калмыцкой АССР имени О. И. Городовикова. В 1985 году основал ансамбль «Джангар», который был удостоен премии имени Э. Деликова. В 1989 году Пётр Надбитов создал ансамбль «Ойраты».

## Сочинения
- Надбитов, П. Т. Жизнь в вихре танца / Петр Надбитов. — Элиста: АПП «Джангар», 2005. — 296 с.

## Награды
- Заслуженный деятель искусств Калмыцкой АССР (1962 г.);
- Заслуженный деятель искусств РСФСР (1987 г.);
- Орден Дружбы (28.12.2009[1][2]);
- Герой Калмыкии с вручением Ордена Белого Лотоса (2013 г.[3]).
- Орден Почёта (21.05.2024) — за большой вклад в развитие отечественной культуры и искусства, многолетнюю плодотворную деятельность[4].